# Corrhenes flavovittata
Corrhenes flavovittata är en skalbaggsart som beskrevs av Stefan von Breuning 1938. Corrhenes flavovittata ingår i släktet Corrhenes och familjen långhorningar. Inga underarter finns listade i Catalogue of Life.